# No Parlez
No Parlez è l'album di debutto del cantante britannico Paul Young, pubblicato il 18 luglio 1983.
Il disco ha totalizzato 5 settimane al #1 della classifica degli album più venduti nel Regno Unito.

## Tracce
1. Come Back and Stay – 4:57 (Jack Lee)
2. Love Will Tear Us Apart – 5:01 (Ian Curtis, Peter Hook, Stephen Morris, Bernard Sumner)
3. Wherever I Lay My Hat (That's My Home) – 6:02 (Marvin Gaye, Barrett Strong, Norman Whitfield)
4. Ku Ku Kurama – 4:20 (Steve Bolton)
5. No Parlez – 4:54 (Anthony Moore)
6. Behind Your Smile – 4:08 (Ian Kewley, Paul Young)
7. Love of the Common People – 5:51 (John Hurley, Ronnie Wilkins)
8. Oh Women – 3:34 (Jack Lee)
9. Iron Out the Rough Spots – 7:28 (Steve Cropper, Booker T. Jones, David Porter)
10. Broken Man – 3:55 (Ian Kewley, Paul Young)
11. Tender Trap – 4:31 (Ian Kewley, Paul Young)
12. Sex – 6:51 (Jack Lee)

## Classifiche

### Classifiche settimanali
| Classifica (1983/84) | Posizione massima |
| -------------------- | ----------------- |
| Australia            | 12                |
| Austria              | 4                 |
| Francia              | 16                |
| Germania             | 1                 |
| Italia               | 1                 |
| Norvegia             | 3                 |
| Nuova Zelanda        | 3                 |
| Paesi Bassi          | 1                 |
| Regno Unito          | 1                 |
| Stati Uniti          | 79                |
| Svezia               | 1                 |
| Svizzera             | 1                 |

### Classifiche di fine anno
| Classifica (1983) | Posizione |
| ----------------- | --------- |
| Regno Unito       | 2         |
| Classifica (1984) | Posizione |
| Australia         | 36        |
| Austria           | 23        |
| Germania          | 8         |
| Italia            | 6         |
| Nuova Zelanda     | 16        |
| Paesi Bassi       | 3         |
| Regno Unito       | 24        |
| Svizzera          | 13        |